# Georgi Tsonov
Georgi Tsonov (en bulgare : Георги Цонов ; né le 2 mai 1993) est un athlète bulgare, spécialiste du triple saut.

## Biographie
Le 10 mai 2015, il porte son record à 16,70 m à Bourgas.

## Palmarès
| Date | Compétition                       | Lieu         | Résultat | Marque  |
| ---- | --------------------------------- | ------------ | -------- | ------- |
| 2010 | Jeux olympiques de la jeunesse    | Singapour    | 3e       | 15,80 m |
| 2011 | Championnats d'Europe juniors     | Tallinn      | 3e       | 15,90 m |
| 2012 | Championnats du monde juniors     | Barcelone    | 4e       | 16,10 m |
| 2015 | Championnats d'Europe en salle    | Prague       | 5e       | 16,75 m |
| 2015 | Championnats d'Europe par équipes | Stara Zagora | 1er      | 16,36 m |
| 2015 | Championnats d'Europe espoirs     | Tallinn      | 2e       | 16,77 m |
| 2015 | Championnats des Balkans          | Pitești      | 1er      | 17,01 m |
| 2017 | Championnats d'Europe en salle    | Belgrade     | 8e       | 16,78 m |
| 2017 | Championnats d'Europe par équipes | Vaasa        | 2e       | 16,24 m |
| 2017 | Championnats des Balkans          | Novi Pazar   | 2e       | 16,62 m |
| 2018 | Championnats des Balkans          | Stara Zagora | 3e       | 16,16 m |
| 2019 | Championnats des Balkans          | Pravetz      | 1er      | 17,03 m |

## Records
| Épreuve     | Épreuve   | Marque  | Lieu                 | Date                             |
| ----------- | --------- | ------- | -------------------- | -------------------------------- |
| Triple saut | Plein air | 17,03 m | Stara Zagora Pravetz | 18 juillet 2015 3 septembre 2019 |
| Triple saut | En salle  | 16,78 m | Belgrade             | 5 mars 2017                      |